# Canal del Laberinto

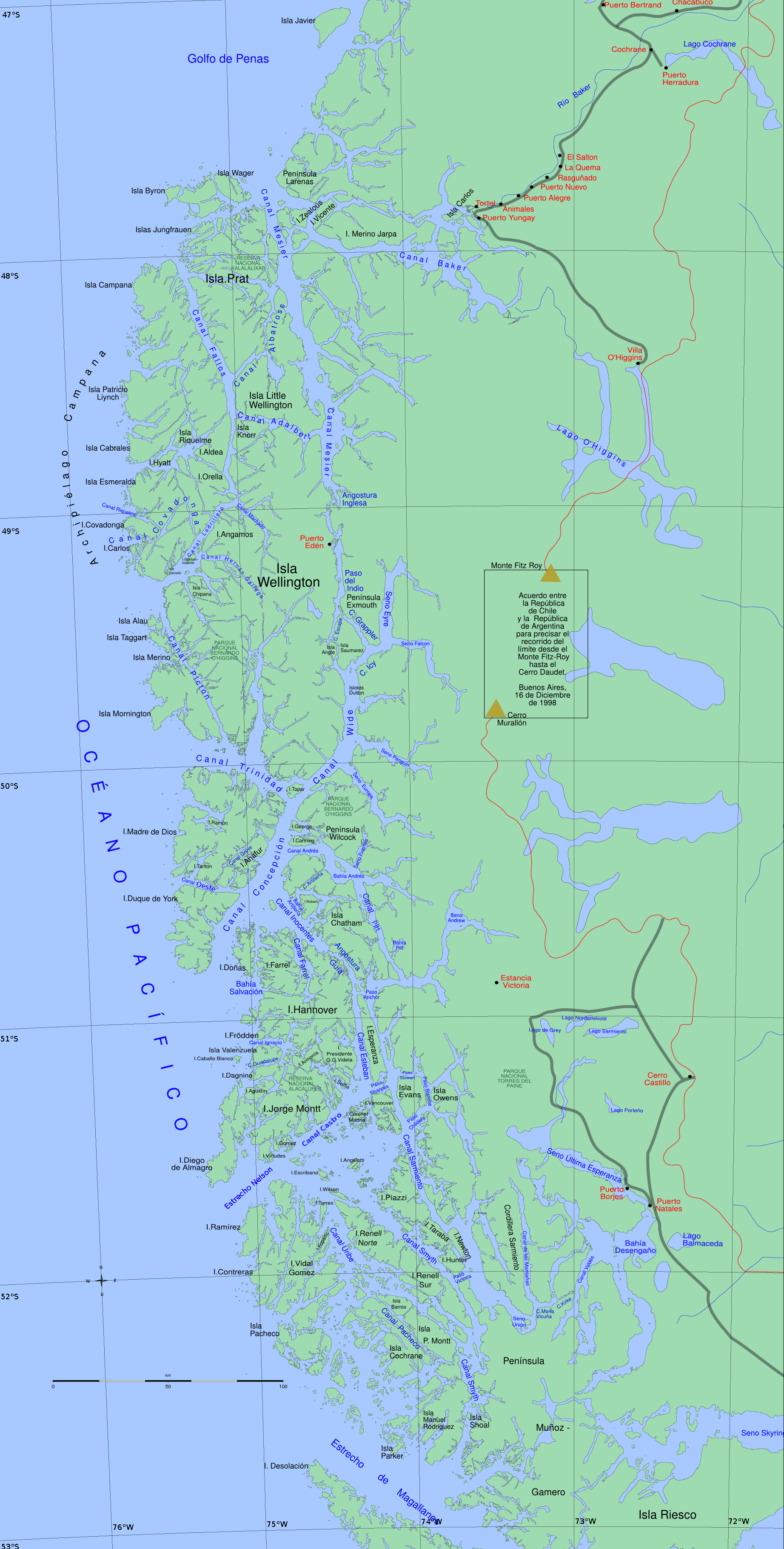
Golfo de Penas - Estrecho de Magallanes

El canal del Laberinto está situado en el océano Pacífico en la región austral de Chile, al sur del golfo de Penas, es uno de los canales patagónicos secundarios de la Patagonia chilena. 
Administrativamente pertenece a la provincia Última Esperanza de la XII Región de Magallanes y la Antártica Chilena.
Era navegado por el pueblo kawésqar desde hace aproximadamente 6.000 años hasta fines del siglo XX, pues habitaban sus costas. A comienzos del siglo XXI han sido prácticamente extinguidos por la acción del hombre blanco.

## Recorrido
Mapa del canal
Comienza en 49°15′00″S 75°14′30″O / -49.25000, -75.24167 donde se une al canal Ladrillero y termina en 49°11′S 75°06′O / -49.183, -75.100 donde se une al canal Hernán Gallego. Separa la isla Chipana de la península Singular de la isla Wellington.
Su longitud es de aproximadamente 13 nmi. Es profundo y libre de peligros, pero algo estrecho. Como todos los canales secundarios, no se deberá navegar si no se cuenta con un práctico.

## Geología y orografía
Las tierras de las costas que delimitan el canal son montañosas, altas y acantiladas. Presentan bosques impenetrables. Todas ellas forman parte de las islas que conforman el archipiélago Wellington.

## Oceanografía
En el lado sur del canal desembocan varios esteros, en uno de ellos se forma caleta Buena, abrigada y con un buen tenedero en 12 metros de fondo.